# Echipa națională de fotbal a Kenyei
Echipa națională de fotbal a Kenyei reprezintă statul Kenya în fotbal și este controlată de Federația Kenyană de Fotbal, forul ce guvernează fotbalul în Kenya. Nu s-a calificat niciodată la un Campionat Mondial.

## Competiții

### Campionate mondiale
- 1930 până în 1970 - nu a intrat
- 1974 până în 2010 - nu s-a calificat

### Cupa Africii
| - 1957 până în 1959 - nu a intrat - 1962 până în 1970 - nu s-a calificat - 1972 - Prima rundă - 1974 până în 1982 - nu s-a calificat - 1984 - nu a intrat - 1986 - nu s-a calificat - 1988 - Prima rundă |  | - 1990 - Prima rundă - 1992 - Prima rundă - 1994 - nu s-a calificat - 1996 - a renunțat - 1998 până în 2002 - nu s-a calificat - 2004 - Prima rundă - 2006 până în 2010 - nu s-a calificat |

### Titluri
Cupa CECAFA :
- De 5 ori campioni (1975, 1981, 1982, 1983, 2002)
- De 4 ori finaliști

## Antrenori
Sursă : RSSSF
| - Ray Bachelor (1961) - Jack Gibbons (1966) - Elijah Lidonde (1967) - Eckhard Krautzun (1971) - Jonathan Niva (1972) - Ray Wood (1975) - Grzegorz Polakow (1979) - Stephen Yongo (1979) - Marshall Mulwa (1980-83) - Bernhard Zgoll (1984) - Reinhard Fabisch (1987) - Christopher Makokha (1988) - Mohammed Kheri (1988-90) - Gerry Saurer (1992) - Mohammed Kheri (1995) - Vojo Gardašević (1996) | - Reinhard Fabisch (1997) - Abdul Majid (1998) - Christian Chukwu (1998) - James Siang'a (1999-00) - Reinhard Fabisch (2001-02) - Joe Kadenge (2002) - Jacob "Ghost" Mulee (2003-04) - Twahir Muhiddin (2004-05) - Mohammed Kheri (2005) - Bernard Lama (2006) - Tom Olaba (2006) - Jacob "Ghost" Mulee (2007-08) - Francis Kimanzi (2008-09) - Antoine Hey (2009) - Twahir Muhiddin (2009-10) - Jacob "Ghost" Mulee (2010) - Zedekiah Otieno (2010-) |  |